# Stranka demokratske akcije Hrvatske
Stranka demokratske akcije Hrvatske (SDAH) politička je stranka koja okuplja Bošnjake u Hrvatskoj te predstavlja ispostavu istoimene matične stranke u Bosni i Hercegovini. 
Osnovana je 1990. godine, a u dva navrata bila je parlamentarna stranka.

## Vanjske poveznice
- Službene stranice